# Peligrosamente juntos (álbum)
Peligrosamente juntos es un álbum recopilatorio de la banda española de pop rock Hombres G, lanzado el 1 de marzo de 2002. Este disco significa la reunión del grupo después de 10 años. 
El álbum recopila temas de sus anteriores trabajos así como 2 temas inéditos (Lo noto y En otro mundo) y varias canciones desechadas de anteriores discos, una versión diferente se editó en España en 2003, donde se incluyeron cuatro nuevos temas más (No te escaparás, Lo noto, Te vi e Intimidad) que no se han editado en América. En el festival Appaloosa (Virginia, EE. UU.) vendieron una nueva versión del disco, en 2005, del que sólo se hicieron 500 copias.

## Sencillos
En España los sencillos fueron No te escaparás y Lo noto. 

## Ventas
En América se venden 1 500 000 ejemplares. En España es Disco Platino, con más de 160.000 copias vendidas.

## Lista de canciones
El listado de canciones para América y Europa es el siguiente:
| Peligrosamente juntos (versión para América 2002) |                                         |          |  |
| N.º                                               | Título                                  | Duración |  |
| 1.                                                | «Lo noto» (nuevo tema)                  |          |  |
| 2.                                                | «En otro mundo» (nuevo tema)            |          |  |
| 3.                                                | «Nassau» (demo'86)                      |          |  |
| 4.                                                | «Marta tiene un marcapasos»             |          |  |
| 5.                                                | «Dos Imanes» (nueva mezcla)             |          |  |
| 6.                                                | «El ataque de las chicas cocodrilo»     |          |  |
| 7.                                                | «Si no te tengo a ti»                   |          |  |
| 8.                                                | «Indiana»                               |          |  |
| 9.                                                | «Visite nuestro bar»                    |          |  |
| 10.                                               | «Te quiero» (nueva mezcla)              |          |  |
| 11.                                               | «Suéltate el pelo»                      |          |  |
| 12.                                               | «La Cagaste...Burt Lancaster» (demo'86) |          |  |
| 13.                                               | «La carretera»                          |          |  |
| 14.                                               | «El tiempo no es mi amigo» (demo'90)    |          |  |
| 15.                                               | «Un minuto nada +»                      |          |  |
| 16.                                               | «Voy a pasármelo bien»                  |          |  |
| 17.                                               | «Mi cumpleaños» (demo'90)               |          |  |
| 18.                                               | «Esta es tu vida»                       |          |  |
| 19.                                               | «Devuélveme a mi chica»                 |          |  |
| 20.                                               | «Temblando» (en directo)                |          |  |
| 21.                                               | «Venezia»                               |          |  |

| Peligrosamente juntos (versión para España 2003) |                                     |          |  |
| N.º                                              | Título                              | Duración |  |
| 1.                                               | «No te escaparás» (nuevo tema)      |          |  |
| 2.                                               | «Lo noto» (nuevo tema)              |          |  |
| 3.                                               | «Te vi» (nuevo tema)                |          |  |
| 4.                                               | «Intimidad» (nuevo tema)            |          |  |
| 5.                                               | «Venezia»                           |          |  |
| 6.                                               | «Devuélveme a mi chica»             |          |  |
| 7.                                               | «Visite nuestro bar»                |          |  |
| 8.                                               | «Marta tiene un marcapasos»         |          |  |
| 9.                                               | «Indiana»                           |          |  |
| 10.                                              | «Un par de palabras"»               |          |  |
| 11.                                              | «Te quiero» (nueva mezcla)          |          |  |
| 12.                                              | «Temblando»                         |          |  |
| 13.                                              | «El ataque de las chicas cocodrilo» |          |  |
| 14.                                              | «Si no te tengo a ti»               |          |  |
| 15.                                              | «Voy a pasármelo bien»              |          |  |
| 16.                                              | «Esta es tu vida»                   |          |  |
| 17.                                              | «Un minuto nada +»                  |          |  |